# Henry Keswick
 (avril 2024).
Henry Keswick (1870 - 29 novembre 1928) est un homme politique et homme d'affaires conservateur britannique et membre du Conseil exécutif et du Conseil législatif de Hong Kong.

## Biographie
Henry Keswick, le premier-né et seul fils survivant de William Keswick par sa première épouse Amelia Sophie Dubeux (décédée en 1883), née en 1870 à Shanghai, dans la dynastie des affaires Keswick. Il fait ses études au Collège d'Eton et obtient un BA au Trinity College de Cambridge en 1892, dont il obtient son diplôme de maîtrise plus tard. Il est nommé lieutenant dans le 3e bataillon (milice) des King's Own Scottish Borderers le 25 février 1893. Le bataillon est mobilisé après le déclenchement de la seconde guerre des Boers à la fin de 1899, et il quitte Queenstown pour l'Afrique du Sud sur le SS Kildonan Castle avec d'autres hommes du bataillon en mars 1900. Il participe au service actif et est promu capitaine. Après la fin de la guerre, il démissionne de sa commission le 2 août 1902. Il rejoint le bataillon pendant la Première Guerre mondiale dans laquelle il commande jusqu'à sa dissolution. Il est également membre de la Royal Company of Archers, une unité cérémonielle qui sert de garde du corps du souverain en Écosse.
Il rejoint l'entreprise familiale et passe deux ans dans le bureau new-yorkais de Jardines avant d'arriver à Hong Kong en 1895, l'année avant que son oncle James Johnstone Keswick ne parte et ne devienne le taipan du Jardine. Pendant son séjour en Extrême-Orient, il se rend à Shanghai et devient président du conseil municipal de Shanghai à partir du 24 août 1906 et sert jusqu'en mai 1907. Il est également président de la Chambre de commerce de Shanghai.
Il est nommé membre non officiel des conseils législatif et exécutif pendant son séjour à Hong Kong. Il est également vice-président de la Chambre de commerce générale de Hong Kong et président de la Hongkong and Shanghai Banking Corporation et de la Hongkong and Whampoa Dock Company ainsi que de nombreuses autres sociétés publiques. Après son retour en Angleterre, il est le premier président de la section extrême-orientale de la chambre de commerce de Londres et membre du comité londonien de la Hongkong and Shanghai Banking Corporation.
Il retourne en Angleterre en 1911 pour représenter Hong Kong lors du couronnement de George V. Il est encore en Angleterre lorsque son père meurt et lui succède en tant que député conservateur et unioniste lors de l'élection partielle d'Epsom en 1912, et occupe le siège jusqu'en 1918. Il est également membre du conseil du comté de Dumfriesshire, où il passe la majeure partie de la fin de sa vie.
En 1922, il retourne à Hong Kong et en Extrême-Orient sur son yacht « Cutty Sark ». Il reste administrateur de Jardines jusqu'à sa mort le 29 novembre 1928 à Londres.

## Famille
Henry Keswick épousze Ida Wynifred Johnston (née vers 1880) en 1900 et a trois enfants :
1. David Johnston (1902 Yokohama-1976) ; épouse Nony ou Nonie Barbara Pease et a des enfants, dont Amelia Sophia ou Sophy Keswick dont les enfants sont: Percy Weatherall (né en 1957), Mme Catherine Soames et Isobel, comtesse de Strathmore et Kinghorne et un autre fils.
2. William Johnston "Tony" Keswick (1903 Yokohama - 16 février 1990, Londres), un Taipan de Jardine Matheson 1934–1941; épouse Mary Etheldreda Lindley et a 3 fils: Henry Keswick (fait chevalier avec les honneurs de l'anniversaire de 2009), Chips Keswick et Simon Keswick. Ses fils aîné et cadet sont des Tai-Pan. Deux de ses petits-fils sont basés à Hong Kong, travaillant pour Jardine Matheson, dont l'un, Ben Keswick, est l'actuel Tai-pan à Hong Kong.
3. John Henry Keswick (1906 Dumfriesshire - 1982, Dumfriesshire) KCMG 1972, Tai-Pan de Jardine Matheson 1941–1953; épouse en 1940 Clare Mary Alice Elwes (1906–1998) et a des enfants l'auteur de jardinage Maggie Keswick Jenks (1941–1995). Le père et la fille fondent la Fondation Keswick et Maggie Jenks crée les Maggie's Centers pour aider les victimes du cancer, avant sa propre mort. Maggie est mariée à l'architecte paysagiste Charles Jencks et laissé des enfants.